# HARO Rotterdam
HARO of HA R&O (voluit: Handbal Associatie Rotterdam en Omstreken) was een samenwerkingsverband tussen enkele handbalverenigingen uit de regio Rotterdam. Onder de naam HARO kwamen meerdere handbalteams uit in de Nederlandse handbalcompetities van het Nederlands Handbal Verbond.
Oorspronkelijk namen de handbalverenigingen ASC '95, DES '72, ETC, HVOS, De Meeuwen, Roda '71, Savosa en Snelwiek deel uit van de samenwerking. In 2019 ging de samenwerking op in de multisportclub onder de naam Feyenoord.

## Geschiedenis
Al enige jaren werd in de regio Rotterdam handbaltalenten weggeplukt door verenigingen uit omringende regio's (Den Haag en Noord-Brabant). Dit kwam voorval vanwege het ontbreken van een structureel plan en financiële mogelijkheden van verenigingen in de regio Rotterdam. Om deze uittocht tot stand te zetten en om de handbalsport een bredere basis te geven in Rotterdam en omstreken werd er begin 2004 een plan ontwikkeld waarin zowel de school- en breedtesport als de talenten- en topsportontwikkeling aan bod komen. Acht verenigingen (ASC '95, DES '72, ETC, HVOS, De Meeuwen, Roda '71, Savosa en Snelwiek) hebben daartoe de krachten gebundeld in de Handbal Associatie Rotterdam en Omstreken (afgekort: HA R&O). Het zou de eerste aanzet moeten worden naar een algehele samenwerking tussen alle verenigingen in de regio Rotterdam.
In het seizoen 2005/2006 gingen de verenigingen onder de naam HA R&O hun intrede doen in de nationale competitie als samenwerking. Bij de intrede in de nationale competitie ging het eerste divisie uitkomende herenteam van DES '72 onder de naam DES '72/HA R&O 1 aan de competitie deelnemen. De speelplaats voor het herenteam werd sporthal De Donck te Papendrecht. Het voormalige eerste divisieteam van de dames van DES '72 ging onder de naam Snelwiek/HA R&O 1 aan de competitie deelnemen en gaan spelen in Sporthal Asterlo te Rotterdam. Op 13 oktober 2005 in de Topsporthal Rotterdam tijdens het Holland Toernooi officieel HA R&O  gepresenteerd.
In het seizoen 2007/2008 promoveerde het eerste herenteam van HA R&O naar de eredivisie door als eerste te eindigen in de eerste divisie. In 2013 degradeerde het team weer uit de eredivisie.
Later waren enkel Snelwiek, Delta Sport, EMM en Handbalschool Rijnmond deel van de samenwerking.
In het seizoen 2017/2018 speelde HARO onder de sponsornaam van ARBO Rotterdam. De nieuwe naam van HARO was toen ARBO Rotterdam/HARO. Onder de naam van ARBO speelde het herenteam in de eredivisie. In hetzelfde seizoen degradeerde ARBO naar de eerste divisie en als gevolg daarvan moest het team van RHV Snelwiek verplicht naar de tweede divisie degraderen.
In 2018 maakte HARO/Snelwiek (handbal), Rotterdam Basketbal (basketbal), HC Feijenoord (hockey), TPP Rotterdam (zaalvoetbal) en Feyenoord (voetbal) bekend om als een multisportclub te gaan spelen onder de vlag van voetbalclub Feyenoord. Sinds het seizoen 2019/2020 spelen alle teams van Snelwiek als HARO onder de naam van Feyenoord Handbal.

## Resultaten
Heren
- 2006 6e
Eerste divisie
- 2007 10e
Eerste divisie
- 2008 1e
Eerste divisie
- 2009 9e
Eredivisie
- 2010 7e
Eredivisie
- 2011 9e
Eredivisie
- 2012 8e
Eredivisie
- 2013 10e
Eredivisie
- 2014 10e
Eerste divisie
- 2015 2e
Eerste divisie
- 2016 2e
Eerste divisie
- 2017 18e
Eredivisie
- 2018 18e
Eredivisie
- 2019 11e
Eerste divisie

- Eredivisie
- Eerste divisie

## Erelijst
| Competitie     | Aantal | Jaren   |
| -------------- | ------ | ------- |
| Nationaal      |        |         |
| Eerste divisie | 1x     | 2007/08 |